# ADN (film, 1997)
Pour les articles homonymes, voir ADN (homonymie).
Pour plus de détails, voir Fiche technique et Distribution.
ADN (DNA) est un film américain réalisé par William Mesa, sorti en 1997.

## Synopsis
Dans la jungle de Bornéo reposent les restes d'une créature légendaire, un monstre vieux de plusieurs milliers d'années. Grâce aux dernières innovations technologiques, le Dr Carl Wessinger arrachera cet amas d'ossements au néant. Ce qui n'était qu'un squelette constitue aujourd'hui la plus terrible des menaces pour l'homme…

## Fiche technique
- Titre : ADN
- Titre original : DNA
- Réalisation : William Mesa
- Scénario : Nick Davis
- Production : Patrick D. Choi, Nile Niami, James Lee, William Mesa, Patrick Peach, Eung Pyo Choi, Chung Jin Woo et Paul L. Newman
- Société de production : Interlight
- Musique : Christopher L. Stone
- Photographie : Gerry Lively
- Montage : Edward R. Abroms
- Direction artistique : Galia Nitzan
- Costumes : Robyn Williams
- Pays d'origine : États-Unis
- Format : Couleurs - 1,33:1 - Stéréo - 35 mm
- Genre : Action, aventure, horreur, science-fiction et thriller
- Durée : 105 minutes
- Dates de sortie : 7 mars 1997 (États-Unis), mars 2000 (sortie vidéo France)

## Distribution
- Mark Dacascos : le docteur Ash Mattley
- Jürgen Prochnow : le docteur Carl Wessinger
- Robin McKee : Claire Sommers
- Tom Taus : Matzu
- Roger Aaron Brown : Loren Azenfeld
- John H. Brennan : Hatton
- Mark McCracken : le sergent Reinhardt / Balacau
- Joel Torre : Taka
- Susan Africa : l'infirmière
- Kris Aguilar : Kasala
- Aniceto 'Chito' Fulminar : le chef Fulminari

## Autour du film
- Le tournage s'est déroulé aux Philippines.
- Le film fut retitré ADN - La menace pour son exploitation française en DVD, puis Scarabée pour sa diffusion télévisée.